# 小杉啓太
小杉 啓太（こすぎ けいた、2006年3月18日 - ）は、神奈川県鎌倉市出身のプロサッカー選手。アルスヴェンスカン・ユールゴーデンIF所属。ポジションはディフェンダー（左サイドバック）。

## 経歴
湘南ベルマーレの下部組織出身。2024年3月22日、アルスヴェンスカン・ユールゴーデンへ加入することが発表された。2024年5月12日、リーグ戦第8節エルフスボリ戦で後半アディショナルタイムから途中出場し、プロデビューを果たした。
2024年8月4日、リーグ戦第17節ヨーテボリ戦では、1点リードされている状況で76分から途中出場し、後半アディショナルタイムに小杉のクロスからユールゴーデンが同点ゴールを挙げ、プロ初アシストを記録した。

## 所属クラブ
- 2012年 - 2017年 西鎌倉SC
- 2018年 - 2020年 湘南ベルマーレ U-15
- 2021年 - 2023年 湘南ベルマーレ U-18
- 2024年 -  ユールゴーデン

## 個人成績
| 国内大会個人成績 | 国内大会個人成績 | 国内大会個人成績 | 国内大会個人成績   | 国内大会個人成績 | 国内大会個人成績 | 国内大会個人成績 | 国内大会個人成績 | 国内大会個人成績 | 国内大会個人成績 | 国内大会個人成績 | 国内大会個人成績 |
| 年度             | クラブ           | 背番号           | リーグ             | リーグ戦         | リーグ戦         | リーグ杯         | リーグ杯         | オープン杯       | オープン杯       | 期間通算         | 期間通算         |
| 年度             | クラブ           | 背番号           | リーグ             | 出場             | 得点             | 出場             | 得点             | 出場             | 得点             | 出場             | 得点             |
| スウェーデン     | スウェーデン     | スウェーデン     | スウェーデン       | リーグ戦         | リーグ戦         | リーグ杯         | リーグ杯         | オープン杯       | オープン杯       | 期間通算         | 期間通算         |
| ---------------- | ---------------- | ---------------- | ------------------ | ---------------- | ---------------- | ---------------- | ---------------- | ---------------- | ---------------- | ---------------- | ---------------- |
| 2024             | ユールゴーデン   | 27               | アルスヴェンスカン | 14               | 1                | 0                | 0                | -                | -                | 14               | 1                |
| 2025             | ユールゴーデン   | 27               | アルスヴェンスカン |                  |                  |                  |                  | -                | -                |                  |                  |
| 通算             | スウェーデン     | スウェーデン     | アルスヴェンスカン | 14               | 1                | 0                | 0                | -                | -                | 14               | 1                |
| 総通算           | 総通算           | 総通算           | 総通算             | 14               | 1                | 0                | 0                | 0                | 0                | 14               | 1                |

## 代表歴
- U-15日本代表[4]
- U-16日本代表
  - ルーマニア遠征（2022年5月）[5]
  - U-16インターナショナルドリームカップ（2022年6月）[6]
  - ウズベキスタン遠征（2023年8月）
  - AFC U17アジアカップ予選（2022年12月）
  - パラグアイ遠征（2023年8月）[7]
- U-17日本代表
  - アルジェリア遠征（2023年3月）
  - AFC U17アジアカップ2023（2023年6月）
  - 2023 FIFA U-17ワールドカップ（2023年11月）
- U-19日本代表
  - モーリスレベロトーナメント（2024年6月）
- U-20日本代表
  - スペイン遠征（2025年）